# ベアトリーチェ・ディ・シチリア
ベアトリーチェ・ディ・シチリア（イタリア語：Beatrice di Sicilia, 1252年1月9日 - 1275年11月17日）またはベアトリス・ダンジュー（フランス語：Beatrice d'Anjou）は、名目上のラテン帝国皇帝フィリップ1世・ド・クルトネーの妃。シチリア・ナポリ王カルロ1世とベアトリス・ド・プロヴァンスの娘。

## 生涯
1267年5月27日に締結されたヴィテルボ条約のもと、ボードゥアン2世はラテン帝国の権利の多くをカルロ1世に移譲した。カルロ1世はコルフ島とアルバニアのいくつかの町の領有を認められ、アカイア公国の宗主権と、ヴェネツィアの領有する島およびレスボス島、ヒオス島、サモス島、アモルゴス島を除くエーゲ海諸島の統治権を与えられた。また、この条約においてボードゥアン2世の嗣子フィリップ1世・ド・クルトネーとベアトリーチェの結婚が決められた。もしこの結婚で子供が生まれなかった場合には、フィリップの権利はカルロ1世が継承することも決められた。ベアトリーチェはこのとき15歳ほどであった。
1273年10月15日にフォッジャにおいてベアトリーチェとフィリップの結婚式が行われた。ベアトリーチェは21歳、フィリップは30歳であった。ボードゥアン2世はその数日後に死去した。フィリップとベアトリーチェはラテン皇帝および皇后として宣言された。夫婦は円満で、一人娘のカトリーヌが1274年11月25日に生まれた。
ベアトリーチェは短期間病にふせった後、1275年11月17日に死去した。